# 단원구
단원구(檀園區)는 안산시의 구이다. 안산시청과 안산시의 종합경기장인 안산와스타디움이 위치해 있어 안산시 공공시설, 문화의 중심지이며 안산시를 가로지르는 안산선(● 수도권 전철 4호선)을 중심축으로 남부의 고잔신도시를 포함한다. 구 이름은 조선 시대의 풍속 화가 김홍도의 호인 단원(檀園)에서 유래된 이름이다.

## 역사
- 2002년 11월 1일 : 단원구가 설치되었다.[5]

| 행정구역   | 행정구역          | 법정구역                                                                                   |
| 개편 전    | 개편 후           | 법정구역                                                                                   |
| ---------- | ----------------- | ------------------------------------------------------------------------------------------ |
| 와동       | 단원구 와동       | 와동(瓦洞)                                                                                 |
| 고잔1동    | 단원구 고잔1동    | 고잔동(古棧洞)                                                                             |
| 고잔2동    | 단원구 고잔2동    | 고잔동(古棧洞)                                                                             |
| 원곡본동   | 단원구 원곡본동   | 신길동(新吉洞), 원곡동(元谷洞) 일부                                                        |
| 원곡1동    | 단원구 원곡1동    | 원곡동 일부                                                                                |
| 원곡2동    | 단원구 원곡2동    | 원곡동 일부                                                                                |
| 초지동     | 단원구 초지동     | 성곡동(城谷洞), 목내동(木內洞), 원시동(元時洞), 초지동(草芝洞)                             |
| 선부1동    | 단원구 선부1동    | 선부동(仙府洞) 일부                                                                        |
| 선부2동    | 단원구 선부2동    | 선부동(仙府洞) 일부                                                                        |
| 선부3동    | 단원구 선부3동    | 선부동 일부, 화정동(花井洞)                                                                |
| 대부출장소 | 단원구 대부출장소 | 대부동동(大阜東洞), 대부북동(大阜北洞), 대부남동(大阜南洞), 선감동(仙甘洞), 풍도동(豊島洞) |

- 2003년 3월 3일 : 고잔1동에서 호수동을 분동하였다.[6]
- 2005년 4월 20일 : 대부출장소를 대부동으로 전환하였다.[7]
- 2017년 7월 1일 : 고잔1동을 고잔동으로, 고잔2동을 중앙동으로 개칭하였다. 동시에 원곡1동과 원곡2동을 백운동으로 합동하고, 원곡본동은 원곡동과 신길동으로 분동하였다.[8]

| 행정구역 | 행정구역 | 법정구역 |
| 개편 전  | 개편 후  | 법정구역 |
| -------- | -------- | -------- |
| 원곡1동  | 백운동   | 원곡동   |
| 원곡2동  | 백운동   | 원곡동   |
| 원곡본동 | 원곡동   | 원곡동   |
| 원곡본동 | 신길동   | 신길동   |

## 하위 행정구역

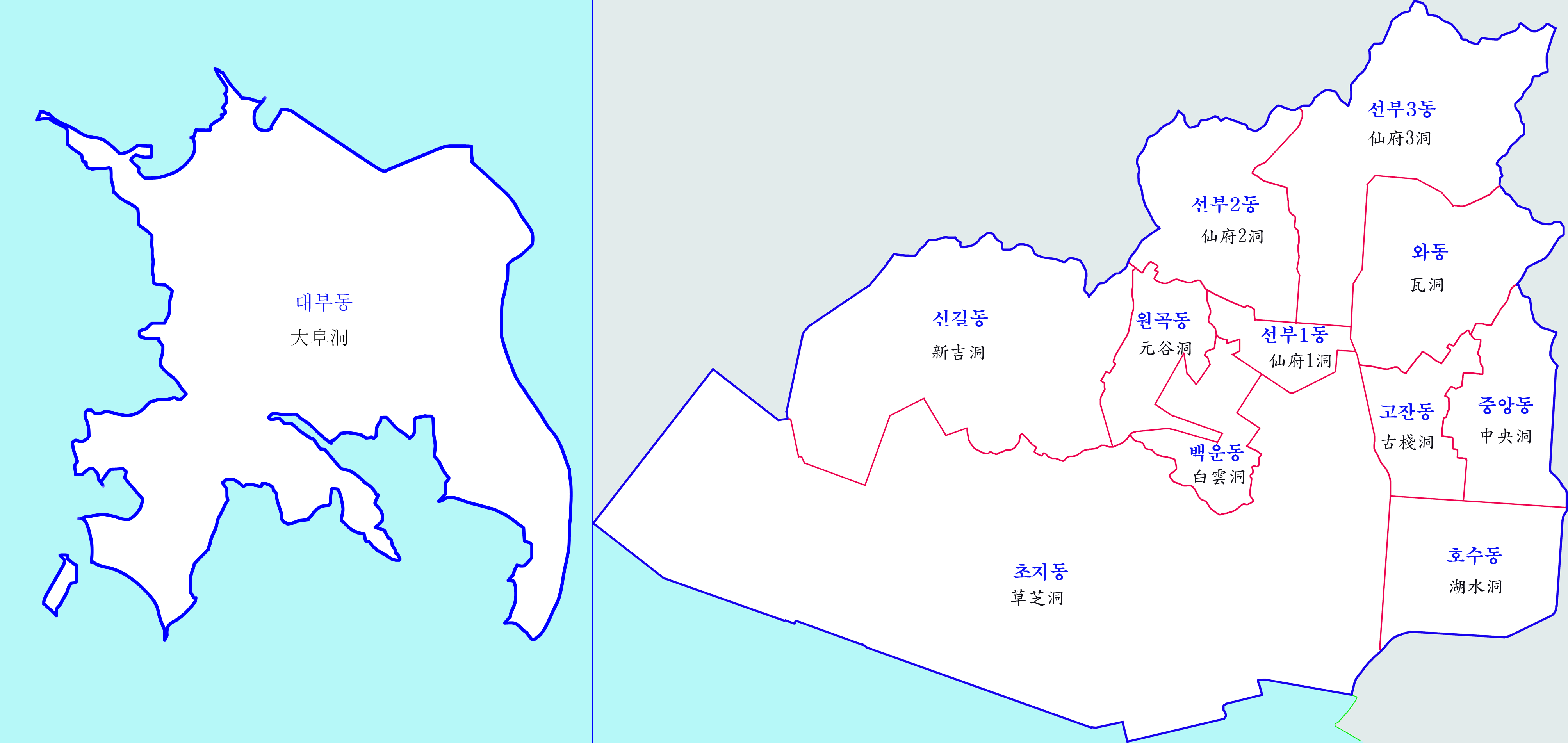
단원구 행정구역 (초지동이 대부동보다 커보이지만 실제로는 대부동이 훨씬 더 큼.)

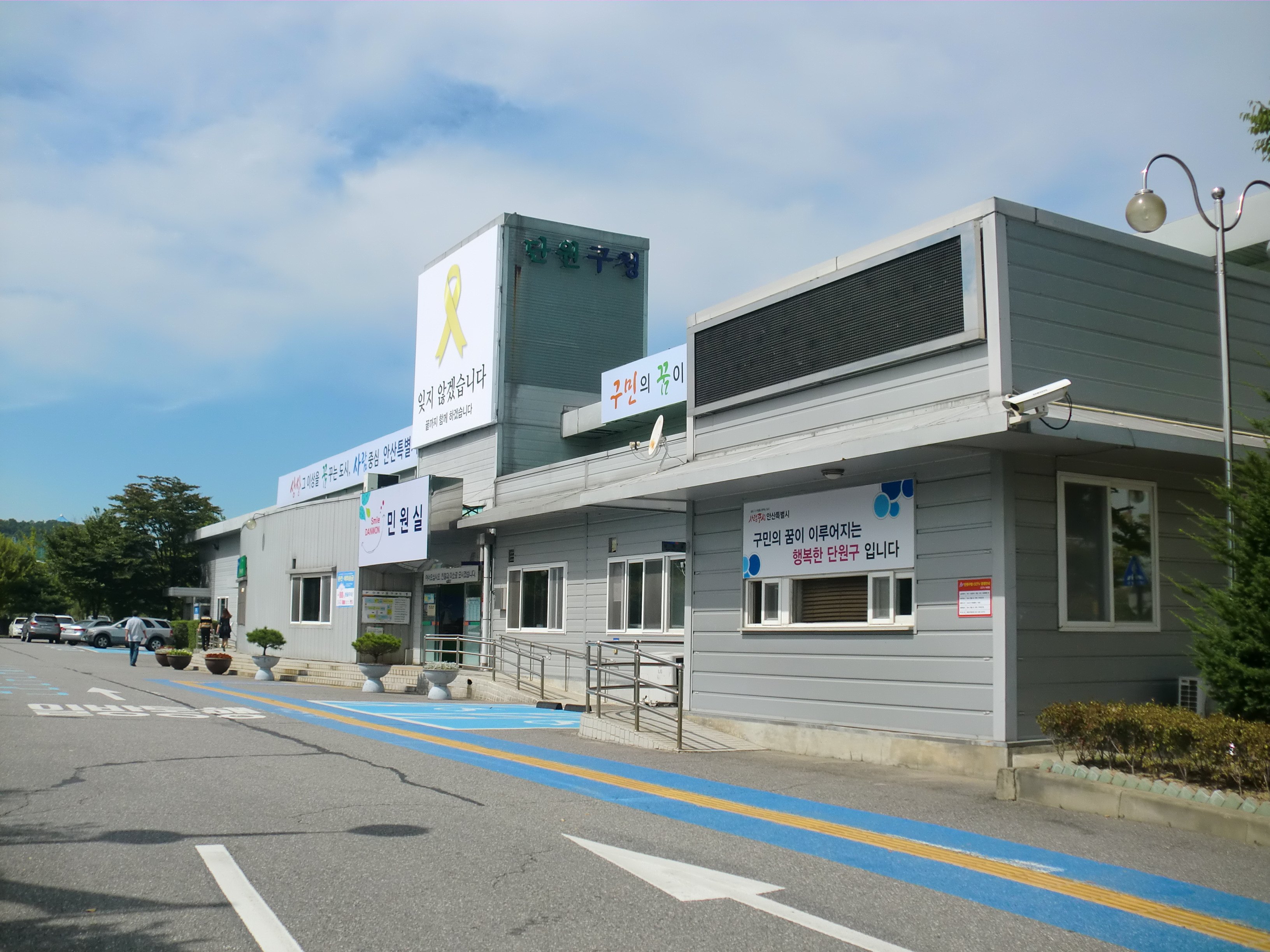
단원구청 청사

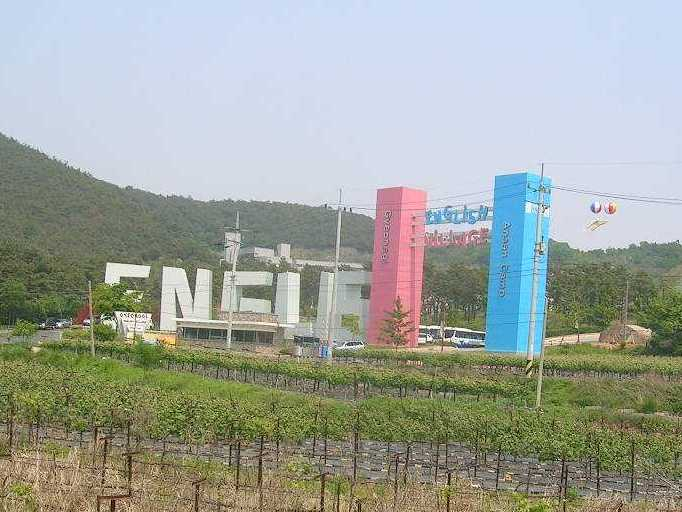
대부동 영어마을 입구

| 행정동  | 한자    | 면적 (km2) | 인구 (명) | 세대    |
| ------- | ------- | ---------- | --------- | ------- |
| 와동    | 瓦洞    | 3.23       | 43,953    | 18,992  |
| 고잔동  | 古棧洞  | 1.75       | 20,960    | 8,623   |
| 중앙동  | 中央洞  | 1.87       | 21,434    | 9,052   |
| 호수동  | 湖水洞  | 2.48       | 48,132    | 16,403  |
| 원곡동  | 元谷洞  | 1.59       | 7,682     | 5,246   |
| 백운동  | 白雲洞  | 1.51       | 19,670    | 7,086   |
| 신길동  | 新吉洞  | 6.6        | 24,865    | 10,162  |
| 초지동  | 草芝洞  | 21.39      | 42,574    | 16,366  |
| 선부1동 | 仙府1洞 | 0.86       | 11,592    | 5,399   |
| 선부2동 | 仙府2洞 | 2.07       | 21,895    | 10,163  |
| 선부3동 | 仙府3洞 | 5.81       | 35,091    | 14,052  |
| 대부동  | 大阜洞  | 42.41      | 8,414     | 4,479   |
| 단원구  | 檀園區  | 91.51      | 314,002   | 127,842 |

 * 인구·세대는 2018년 1월 31일 기준, 면적은 2013년 12월 31일 기준

## 인구
안산시 단원구의 연도별 인구(내국인) 추이
| 연도   | 총인구    |
| ------ | --------- |
| 2005년 | 316,081명 |
| 2010년 | 325,517명 |
| 2015년 | 363,527명 |

## 교통

### 전철
- 수도권 전철 4호선(한국철도공사 관할의 안산선)
  - 신길온천역 → 안산역 → 초지역 → 고잔역 → 중앙역
- 수도권 전철 수인·분당선(한국철도공사 관할의 수인선)
  - 신길온천역 → 안산역 → 초지역 → 고잔역 → 중앙역
- 수도권 전철 서해선(한국철도공사 관할의 수도권 전철 서해선)
  - 원시역 → 시우역 → 초지역 → 선부역 → 달미역

## 교육 및 공공 기관
- 경안고등학교
- 강서고등학교
- 고잔고등학교
- 단원고등학교
- 대부고등학교
- 선부고등학교
- 신길고등학교
- 양지고등학교
- 원곡고등학교
- 초지고등학교
- 경일관광경영고등학교
- 한국디지털미디어고등학교
- 서울예술대학교
- 신안산대학교
- 도로교통공단 안산운전면허시험장

## 기업
반월국가산업단지가 위치해 있어 아래의 목록 외에도 수많은 제조업 중소기업들이 이곳에 있다.
- 경원여객
- 국제약품
- 부광약품
- 삼일제약

## 같이 보기
- 상록구